# 张同钰
张同钰（1919年11月27日—1998年10月20日），曾名刘子铮，直隶（今河北）文安人，中华人民共和国政治人物。

## 生平
早年担任冀中军区一分区卫生部政委、冀中军区二十一团政委、辽宁省辽中专署副专员。1945年10月，担任鞍山市市长，后改吉林省粮食局局长，后担任江西九江市市长、中南有色金属管理总局副局长。之后担任中华人民共和国地质部副部长。1998年10月20日在北京病逝。